# Glossaire de la sexualité
 (décembre 2019).
Si vous disposez d'ouvrages ou d'articles de référence ou si vous connaissez des sites web de qualité traitant du thème abordé ici, merci de compléter l'article en donnant les références utiles à sa vérifiabilité et en les liant à la section « Notes et références ».
 (décembre 2019).
- Si vous ne connaissez pas le sujet, laissez ce bandeau (vous pouvez alors contacter les auteurs).
- Si vous supprimez le contenu mis en cause (vous pouvez préalablement contacter les auteurs),

argumentez précisément cette suppression dans la page de discussion
(un manque de référence n'est pas un argument ; une recherche réelle de référence doit avoir été effectuée, être formellement documentée).
Ceci est une liste thématique non exhaustive de termes et concepts relatifs à la sexualité.

## Orientation sexuelle et formes de sexualité

### Orientation sexuelle
- Asexualité : Orientation sexuelle d'une personne ne montrant pas de désirs sexuels.
- Bisexualité : Orientation sexuelle ou inclination indifférente pour les hommes ou les femmes[2].
- Hétérosexualité : Attirance physique, ou maintien de relations amoureuses, sentimentales et sexuelles envers des personnes du sexe ou du genre opposé[2].
- Homosexualité : Attirance physique, ou maintien de relations amoureuses, sentimentales et sexuelles envers des personnes du même genre ou du même sexe[2].
- Monosexualité : Attirance physique, ou maintien de relations amoureuses, sentimentales et sexuelles envers des personnes d'un seul genre[3].
- Omnisexualité : Attirance sentimentale ou sexuelle envers les individus de n'importe quel genre ou sexe, mais en prenant en considération le genre de celui-ci.
- Pansexualité : Orientation sexuelle indifférente au sexe ou au genre de l'individu[4].
- Polysexualité : Attirance pour de multiples genres (y compris pour les personnes non-binaires). S'oppose à la monosexualité.
- Pygmalionisme : Attirance sexuelle pour des objets.
- Queer : Ensemble des minorités sexuelles et de genres : personnes ayant une sexualité ou une identité de genre différentes de l'hétérosexualité ou la cisidentité.

### Formes de sexualité
- Barebacking : Revendication de pratiques sexuelles non protégées[5].
- Côte-à-côtisme : Pratique proche de la sexualité de groupe, de l'échangisme, de l'exhibitionnisme et du voyeurisme, dans laquelle différents couples ont des rapports sexuels les uns à côté des autres, sans toutefois se mélanger.
- Cybersexe : Ensemble des activités liées à la sexualité sur Internet[6].
- Échangisme : Pratique sexuelle adopté par les libertins qui consiste pour deux couples à échanger temporairement son partenaire, pendant les différentes phases du rapport[7].
- Mélangisme : Forme particulière de sexualité de groupe proche de l'échangisme dans laquelle les pratiquants, le plus souvent en couples mais intégrant parfois des célibataires, ont des relations sexuelles multiples au cours d'une même soirée sans pénétration hors couple[8].
- Sexe libre : Sexualité pratiquée sans obéir à certaines contraintes légales, sociales, morales[9].
- Sexualité de groupe : Ensemble de pratiques sexuelles impliquant plus de deux personnes[10]. Pour trois personnes, on parle de triolisme. La sexualité de groupe peut se pratiquer sous forme d'échangisme.
- Sexualité taoïste : Forme de sexualité pratiquée par des adeptes du taoïsme, qui voient dans l'énergie sexuelle une expression du chi, l'énergie vitale. En effet, l'union de l'homme et de la femme symbolise celle du yin et du yang, les deux manifestations du chi[11].

### Paraphilies et pornographie fétichiste
- Préférences et fétichismes concernant des parties ou des caractéristiques du corps, tels que fétichisme des pieds, adoration du corps, acrotomophilie, alimentation, pilosité (pubienne) (voir tricophilie), taille des seins, de la vulve ou du pénis.
- Préférences et fétichismes concernant les vêtements tels que le fétichisme de la chaussure, le fétichisme du caoutchouc, le fétichisme du travesti, du cosplay, de la lingerie sexy, des vêtements en latex, en laque ou en cuir. On parle de « Clothed female, naked male » (en abrégé CFNM) si seul l'homme n'est pas vêtu, et dans le cas contraire de « Clothed man, naked female » (en abrégé CMNF).
- Préférences et fétichismes concernant les stimuli corporels individuels, l'excrétion ou les souillures, tels que le fétichisme des odeurs (es), la clystérophilie, la salirophilie, le fétichisme de la fumée, la traite ou la scatophilie.
- Préférences envers certains groupes ethniques et groupes de personnes (par exemple Asiatiques, Américains, Européens, Afro-Américains, personnes originaires de pays du Sud, Musulmans, Latinos, personnes handicapées, etc.)
- Préférences vis-à-vis de groupes d'âge spécifiques, par exemple les adolescents (jeunes adultes dans la pornographie), les MILFs (femmes d'âge moyen) ou les GILFs (femmes à l'âge de la retraite), les partenaires sexuels matures ou les enfants (pédophilie).
- Préférences et fétichismes concernant des lieux comme le sexe en extérieur.
- Préférences ou fétichismes concernant des objets, comme le pygmalionisme.

## Pratiques sexuelles
On fait ici la différence entre pratiques sexuelles et positions sexuelles. Les premières renvoient à des pratiques générales, tandis que les deuxièmes constituent des postures précises. Elles seront présentées plus bas.

### Généralités
- Anulingus, anilingus, anilinctus : Pratique sexuelle consistant en la stimulation orale de l'anus ou du périnée.
- Autofellation : Stimulation de son propre pénis avec sa bouche dans un acte de masturbation.

- Baiser : Mouvement qui consiste à toucher une personne avec ses lèvres grâce aux muscles orbiculaires de la bouche.

- Branlette espagnole, cravate de notaire, manœuvre de Clavel : Pratique sexuelle de couple hétérosexuel consistant pour une femme à masturber le pénis de l'homme en le frottant entre ses seins. On parle de cravate de notaire lorsque c'est l'homme qui est actif.
- Bukkake : Pratique sexuelle de groupe dans laquelle plusieurs hommes éjaculent sur une seule personne, le plus souvent au visage (voir cumshot (de)).
- Candaulisme : Pratique sexuelle dans laquelle une personne ressent de l'excitation en exposant ou partageant son conjoint à une ou plusieurs personnes.
- Chatouillement : Jeu érotique entre deux partenaires, supposé contribuer à la vie sexuelle.
- Chemsex : Pratique minoritaire mêlant le sexe entre hommes et la prise de drogues, et impliquant des conduites à risques.
- Coït interfémoral, coït intercrural : Pratique sexuelle au cours de laquelle la stimulation sexuelle masculine est obtenue en enserrant le pénis entre les cuisses de son ou de sa partenaire.
- Coït interrompu : Pratique sexuelle et moyen de contraception qui consiste à interrompre le rapport sexuel vaginal juste avant l'éjaculation[12].
- Coït vaginal : Pratique classique des couples hétérosexuels consistant pour l'homme à introduire son pénis en érection dans le vagin de sa partenaire.
- Coitus reservatus, étreinte réservée, karezza : Pratique sexuelle au cours de laquelle, lors d'une pénétration, le partenaire pénétrant ne tente pas d'éjaculer à l'intérieur de la personne pénétrée, mais s'emploie au contraire à retarder autant que possible le moment de l'éjaculation, voire à l'éviter complètement.
- Contrôle de l'orgasme, edging : Technique sexuelle qui consiste à amener son ou sa partenaire au bord (« edge » en anglais) de l'orgasme et maintenir cet état d'excitation et de plaisir sexuels très élevés (phase préorgasmique) pendant une longue période avant de lui faire atteindre l'orgasme dont l'intensité et la durée se trouvent également amplifiées.
- Cravate de notaire : voir branlette espagnole
- Cum swapping, snowballing : Pratique sexuelle qui consiste à faire passer le sperme d'une bouche à l'autre, généralement pour embrasser son partenaire.
- Cunnilingus : Pratique sexuelle buccale qui consiste à stimuler les différentes parties des organes génitaux de la femme à l'aide de la langue, des lèvres ou du nez[13].

- Dogging, sexe en public : Forme d'exhibitionnisme impliquant des pratiques sexuelles dans des lieux publics.
- Double pénétration : Pratique sexuelle où deux personnes pénètrent simultanément une troisième à l'aide de leurs phallus.

- Edging : voir contrôle de l'orgasme
- Électrostimulation érotique : Utilisation de courants électriques de basse fréquence pour stimuler les nerfs et les muscles et en particulier les zones sexuelles avec un appareil de type TENS ou EMS.
- Étreinte réservée : voir coïtus reservatus
- Exhibitionnisme : Comportement par lequel un individu expose les parties intimes de son corps à une ou plusieurs autres personnes dans une situation — par exemple un endroit public — où ces parties intimes ne sont normalement ou habituellement pas exposées.

- Felching : Pratique consistant à lécher le sperme depuis le vagin ou l'anus de son partenaire. (voir cum swapping, snowballing)
- Fellation : Forme de sexualité orale consistant à stimuler le pénis de son partenaire avec la bouche, les lèvres et la langue[14]. C'est un comportement sexuel pratiqué soit comme un préliminaire soit pour conduire la personne qui la reçoit jusqu'à l’orgasme.
- Frottage : Pratique consistant à obtenir le plaisir sexuel en se frottant contre son partenaire. (voir tribadisme)

- Gang bang : Forme de sexualité de groupe dans laquelle une personne fait face à de nombreuses autres : par exemple, plusieurs hommes éjaculant successivement dans le vagin d'une même femme. On parle de Reverse Gang bang lorsque c'est un homme qui fait face à plusieurs femmes.
- Gokkun : Pratique sexuelle de groupe, rencontrée dans les films pornographiques, dans laquelle un groupe d'hommes éjacule tour à tour sur une personne (un homme ou une femme) qui doit ensuite lécher (ou avaler dans le cas d'un récipient) le sperme.
- Gorge profonde : Fellation au cours de laquelle le pénis est introduit le plus loin possible dans la bouche puis dans la gorge du partenaire.

- Injaculation : Technique orientale qui permettrait d’obtenir un orgasme masculin, sans éjaculation et sans période réfractaire. Pour cela il faut trouver un certain point, nommé point Jen-Mo ou point Hui Yin (périnée), situé entre l’anus et le scrotum, et y appliquer une compression durant l'orgasme.
- Irrumation : Type de fellation où le mouvement de va-et-vient du pénis est fait par le bénéficiaire de la fellation plutôt que par la personne qui la pratique.

- Jeu de rôle érotique : Jeu d'attitude sexuelle dans lequel deux ou plusieurs individus endossent un rôle dans le but de réaliser un fantasme.

- Karezza : voir coïtus reservatus
- Kunyaza : Pratique sexuelle trouvée dans la région des Grands Lacs de l'Afrique de l'Est qui est destiné à faciliter l'orgasme féminin pendant les rapports sexuels Il s'agit pour l'homme de stimuler les grandes lèvres de sa partenaire à l'aide de son pénis[15].

- Lactation érotique : Attirance ou excitation sexuelle d'un individu lorsqu'il est allaité.

- Magie sexuelle : Pratique magique de l'occultisme occidental contemporain, ou de certains mouvements spirituels modernes, qui voient dans la sexualité une pratique bénéfique.
- Making out : Expression américaine, utilisée pour désigner une embrassade, des baisers, du pelotage ou des caresses mais peut également se rapporter à tout type de caresses érotiques.
- Manœuvre de Clavel : voir cravate de notaire
- Massage de la prostate : Palpation ou stimulation de la prostate.
- Massage érotique : Techniques de massages employées à des fins érotiques.
- Masturbation : Pratique sexuelle, consistant à provoquer le plaisir sexuel par la stimulation des parties génitales ou d’autres zones érogènes, généralement à l’aide des mains.
- Masturbation collective : Pratique sexuelle dans laquelle un groupe (d'hommes, usuellement) se réunissent pour se masturber, eux-mêmes ou mutuellement.
- Masturbation mutuelle : Pratique sexuelle consistant, pour chaque partenaire, à masturber l'autre (ou, le cas échéant, les autres)[16].
- Mots cochons : Forme de communication verbale employée comme excitant sexuel pendant les préliminaires ou le rapport sexuel proprement dit. Ils font partie des vocalisations copulatoires.

- Orgie : Réunion où l'on se livre à toutes sortes d'excès, notamment sexuels. (voir Sexualité de groupe)

- Partouze : voir sexualité de groupe

- Quickie : Rapport sexuel bref ou spontané.

- Rapport sexuel : Acte sexuel mettant en relation deux ou plusieurs personnes.

- Sexe anal : Introduction du pénis en érection dans l'anus du partenaire[17].
- Sexe en public : Rapport sexuel engagé dans un espace public ou visible depuis un espace public.
- Sexe oral : Ensemble des formes de sexualité dans lesquelles le sexe d'une personne est stimulé par la bouche, la langue ou les lèvres d'une autre ou d'elle-même. Il s'agit généralement de préliminaires au coït.
- Snowballing : voir cum swapping
- Sodomie : voir sexe anal
- Stealthing : Forme d'agression sexuelle qui consiste, pour un partenaire sexuel, à enlever son préservatif pendant l'acte sexuel, à l'insu de l'autre partenaire. Il s'agit d'un comportement sexuel à risque pouvant entrainer une grossesse non désirée ou la transmission d'IST, et générant également une importante détresse psychologique chez ses victimes[18].
- Stimulation des tétons : Comportement sexuel humain, parfois préliminaire d'une activité sexuelle. Cette pratique peut, être, effectuée avec — ou par — des individus de tout genre ou orientation sexuelle, mais elle est plus communément effectuée sur les femmes. La stimulation du sein et du téton des femmes possède souvent des aspects universellement proches d'activité sexuelle, tandis que chez les hommes, la stimulation des tétons se rapproche d'activités sexuelles avec des partenaires du même sexe[19].
- Stimulation vaginale : Technique sexuelle dans laquelle une femme utilise ses muscles vaginaux pour stimuler le pénis de l'homme.

- Teabagging (en) : Pratique sexuelle impliquant au moins un homme, lequel place son scrotum dans la bouche de son partenaire.
- Téléphone rose : Plate-forme téléphonique offrant aux appelants la possibilité d'avoir des conversations à caractère érotique, éventuellement pour se masturber, souvent par le biais d'un serveur vocal interactif.
- Tribadisme : Pratique sexuelle lesbienne qui consiste à obtenir le plaisir voire l'orgasme soit en se frottant mutuellement la vulve, le clitoris, soit en se frottant contre une cuisse, contre un sein, contre l'os pubien, contre un pied, etc.
- Triolisme : Pratique particulière de la sexualité de groupe impliquant trois partenaires, généralement un couple auquel s'adjoint un troisième partenaire sexuel.

- Voyeurisme : Attirance ressentie à observer l'intimité ou la nudité d'une personne ou d'un groupe de personnes dans des conditions particulières, en cherchant à y éprouver une jouissance et/ou une excitation.

### Positions sexuelles
| Nom                                             | Illustration | Description |
| ----------------------------------------------- | ------------ | --- |
| 69                                              |              | Position sexuelle orale dans laquelle chacun des deux partenaires stimule avec la bouche le sexe de l'autre. |
| 99                                              |              | Position sexuelle vaginale ou anale où l'un des deux partenaires est derrière l'autre, son abdomen contre le dos de l'autre. |
| Bateau ivre                                     |              | Position hétérosexuelle vaginale dans laquelle l'homme, accroupi ou agenouillé, pose le bassin de sa partenaire sur ses cuisses, et la pénètre. |
| Brouette                                        |              | Position sexuelle dans laquelle un premier partenaire est appuyé sur les mains ou les avant-bras, tandis que le second, un homme debout, le soulève par les jambes pour permettre la pénétration anale ou vaginale. |
| Chevauchement                                   |              | Position sexuelle vaginale, parfois anale, où l'un des partenaires chevauche l'autre. Quand la femme chevauche l'homme, on parle de position d'Andromaque. |
| Ciseaux                                         |              | Position sexuelle lesbienne dans laquelle les partenaires, couchées sur le dos, frottent leurs vulves ou clitoris l'un contre l'autre. |
| Coitus a tergo / coitus more ferarum / levrette |              | Position sexuelle vaginale ou anale où un des partenaires se présente de dos, tandis que l'autre le pénètre par-derrière. |
| Congrès suspendu                                |              | Position sexuelle vaginale ou anale dans laquelle impliquant au moins un homme, lequel pénètre son partenaire en le portant. |
| Cuillère                                        |              | voir 99 |
| Enclume                                         |              | Variante hétérosexuelle du missionnaire dans laquelle la femme se présente sur le dos et fait reposer ses jambes sur les épaules de l'homme qui se positionne face à elle, et fait reposer son poids sur ses bras pour ne pas trop peser sur sa partenaire. L'homme peut également repousser les jambes de la femme vers le bas avec ses épaules afin d'accroître le plaisir et l'intensité de la pénétration. |
| Levrette                                        |              | voir Coitus a tergo |
| Missionnaire                                    |              | Position sexuelle dans laquelle l’un des deux partenaires est couché sur le dos, jambes légèrement écartées, tandis que l'autre s'allonge sur ou légèrement à côté de lui. |
| T                                               |              | Position sexuelle dans laquelle les deux partenaires sont couchés, l'un sur le dos, l'autre sous les jambes du premier. |
| Union de l'aigle                                |              | Position sexuelle dans laquelle les deux partenaires sont couchés sur le côté et font face l'un à l'autre. |
| Union du lotus                                  |              | L'homme est assis en position du lotus, en tailleur ou encore accroupi, la femme s'assied sur l'homme face à lui et place ses jambes autour de sa taille ou le long de ses cuisses. La femme est la plus à même d'effectuer le mouvement bien que l'homme puisse l'aider en la soulevant. Dans le tantrisme, cette position évoque Yab-Yum, « père-mère », un couple de divinités représentant les principes masculin et féminin, généralement représentés en position d'Union du Lotus symbolisant l'imbrication des deux principes. |
| Phallus arcus                                   |              | Position homosexuelle mineure nécessitant deux hommes, qui consiste à ce qu'ils soient face à face, debout ou allongés ( dans ce cas sur le côté). Le plaisir réside dans le contact permanent, avec action de masturbation ( ou double masturbation, voir Masturbation mutuelle) ou non. |

### BDSM
| Nom                                        | Illustration | Description |
| ------------------------------------------ | ------------ | --- |
| 24/7                                       |              | Utilisé pour désigner une relation à temps plein, une relation dans laquelle les individus sont dans leurs rôles en tout temps. |
| Aftercare (en)                             |              | Période de retour au calme, de soins physiques et émotionnels ou de discussion visant un retour graduel à la réalité à la suite d’une séance de jeu. L'intensité des activités BDSM entraîne souvent une montée d'endorphine et une baisse trop rapide du niveau d’endorphine peut causer un subdrop chez le participant.                                                                                             |
| Asphyxie érotique                          |              | Privation d'oxygène visant à augmenter l'excitation sexuelle et l'orgasme. Les méthodes utilisées incluses la strangulation, la suffocation et l'étouffement,. |
| Bâillon                                    |              | Objet destiné à empêcher un individu de parler. Cet objectif est généralement atteint soit en bloquant la bouche en totalité ou en partie, soit en empêchant les mouvements de la langue, des lèvres ou de la mâchoire nécessaires à la parole. Quoiqu'il ne ferme pas le nez, un bâillon peut fortement affecter la respiration de l'individu qui le porte.                                                          |
| BDSM                                       |              | Acronyme regroupant les activités des domaines suivants : bondage et discipline, domination et soumission, sadomasochisme. |
| Bondage                                    |              | Pratique consistant à restreindre physiquement son partenaire. |
| Bondage des testicules et torture du pénis |              | Ensemble de procédés appliqués en particulier par les adeptes de BDSM, qu'il s'agisse de brûlures infligées aux organes génitaux masculins. |
| Bottom (rôle) (en)                         |              | Désigne la personne qui prend le rôle inférieur dans la relation de domination. |
| Cage de chasteté                           |              | Dispositif utilisé pour emprisonner le pénis et parfois les testicules, rendant impossibles l'érection, la pénétration et la masturbation. |
| Ceinture de chasteté                       |              | Dispositif conçu pour empêcher les relations sexuelles et la masturbation, qui serait apparu à la fin du Moyen Âge, mais dont la réalité est mise en cause par les historiens au XXIe siècle. |
| Chasteté                                   |              | Technique de stimulation sexuelle par laquelle une personne est empêchée d’atteindre l’orgasme sans l’approbation de son partenaire. Cette technique peut inclure l’interdiction d'accéder ou de stimuler ses parties génitales. |
| Chevillage / pegging                       |              | Pratique sexuelle dans laquelle une femme pratique le sexe anal sur un homme en pénétrant son anus avec un gode ceinture. |
| Consentement                               |              | Accord mutuel des règles d'une scène ou d'une relation BDSM. |
| Déni d'orgasme                             |              | Ensemble des techniques de stimulation sexuelle d'un individu (généralement masculin) cherchant à provoquer un intense désir, mais sans aller jusqu'à l'orgasme. |
| DM                                         |              | Animateur de Donjon, soit une personne qui supervise les interactions entre les participants lors d’un rassemblement ou qui s’assure du respect des règles de l’hôte lors d’un évènement privé. |
| Dominant                                   |              | Qualificatif attribué à la personne qui est en contrôle de l'autre, soit le soumis. |
| Dongeon (BDSM) (en)                        |              | Lieu spécialement conçu pour accueillir des pratiques BDSM. |
| Erotic Power Exchange                      |              | Pratique BDSM au cours de laquelle le partenaire dominant change. |
| Extase masochiste                          |              | État mental et spirituel, état de transe dans lequel se trouve un individu lors d'une méditation religieuse, d'un jeûne, d'une transe créatrice, d'un effort sportif, avec l'ascétisme (chasteté), l'enfermement. On la retrouve tant chez les flagellants, les suppliciés, que chez les masochistes. |
| Facesitting                                |              | Paraphilie qui consiste à s’asseoir sur le visage de son partenaire, permettant ou forçant typiquement le contact oro-génital ou oro-anal et éventuellement de contrôler, à des fins d'excitation sexuelle, la respiration de la personne dominée. |
| Fessée érotique                            |              | Paraphilie dans laquelle un partenaire (souvent dominant) donne une fessée à un autre partenaire (souvent dominé) dans un but d'excitation sexuelle ou/et de gratification. |
| Figging                                    |              | Insertion dans l’anus ou le vagin d’un morceau de racine de gingembre pelé. |
| Fist-fucking                               |              | Pratique sexuelle consistant à pénétrer (fuck) le vagin ou le rectum avec le poing (fist). |
| Flagellation                               |              | Acte qui consiste à fouetter le corps humain avec un fouet, des lanières, ou une tige souple, ou encore tout autre objet du même type. |
| Humiliation érotique                       |              | Pratique consensuelle de l'humiliation psychologique dans un contexte sexuel. |
| Jeux de régression                         |              | Jeux de rôle dans lequel les participants jouent à retomber dans un état antérieur pouvant aller de nouveau-né à adolescent. Il existe toutefois des variantes qui permettent de jouer n'importe quel âge. |
| Jeu de rôle animal                         |              | Jeu de rôle érotique au cours duquel un ou plusieurs participants peuvent prendre le rôle d'un animal réel ou fictif, dont le comportement et les agissements sont déjà inculqués, ou prendre le rôle d'un dresseur ou soigneur. |
| Masochisme                                 |              | Recherche d'un plaisir dans la douleur. À l'origine, cette recherche est liée à des pratiques à caractère sexuel. |
| Meuble humain                              |              | Forme de bondage et de réification sexuelle durant laquelle le corps d'un sujet est considéré en tant qu'objet. |
| Momification                               |              | Technique pratiquée dans le cadre du BDSM qui consiste à immobiliser le partenaire soumis à l'aide de rouleaux de film étirable, de cellophane, d'adhésif, de latex ou encore de tissus dans une sorte de cocon. |
| Monogant                                   |              | Un des nombreux types d'entraves utilisées dans les jeux de bondage, le monogant a la forme d'un fourreau conique ou d'une manche fermée à une extrémité. Le gant emprisonne ensemble les deux bras du porteur derrière son dos, du bout des doigts jusqu'au biceps. Il est typiquement fermé par laçage ou par une glissière et souvent renforcé par un ensemble de sangles au niveau des poignets et des coudes.    |
| Non-consentement consensuel (en)           |              | Accord mutuel d’un cadre de limite sous lequel le consentement est considéré éclairé sans connaissance de la suite. Il s’agit d’une démonstration de confiance, d’écoute et de respect. En conséquence, ce type d’accord survient généralement lorsque les partenaires se connaissent très bien ou du moins, selon des règles claires afin d’encadrer solidement les activités exercées conjointement à l’accord.     |
| Pegging                                    |              | voir Chevillage |
| Privation sensorielle                      |              | Méthode consistant à réduire autant que possible les perceptions sensorielles du sujet par le port d'un casque assourdissant pour le priver de l'audition, d'un bandeau (ou de lunettes) sur les yeux pour l'empêcher de voir et en privant celui-ci du toucher et de l'odorat, puis en l'isolant des contacts humains et des stimulations extérieures (sport, ordinateur…) par l'enfermement dans une pièce étroite. |
| Sadisme                                    |              | Recherche du plaisir dans la souffrance (physique ou morale : domination, contrôle) volontairement infligée à autrui (éventuellement à un animal ou à un enfant). |
| Safeword                                   |              | Signal verbal ou corporel défini par les participants avant le début de la séance et qui a pour effet, une fois prononcé ou signalé par le soumis, d'y mettre un terme. |
| Sexualité vanille                          |              | Sexualité non BDSM. |
| Sodurètre                                  |              | Pratique sexuelle consistant à insérer un objet dans l'urètre. |
| Sûr, sain et consensuel                    |              | Principe guidant les relations et activités BDSM. Au fil du temps, de nouvelles activités BDSM sont apparues, plus risquées, et ne s’inscrivent plus dans ce principe. |
| Top                                        |              | Personne qui prend le rôle du dominé au cours de pratiques BDSM. |
| Total enclosure                            |              | Enfermement total du corps. |

## Adjuvants pour la sexualité
- Anaphrodisiaque : produit utilisé pour affaiblir la libido.
- Aphrodisiaque : produit utilisé pour augmenter la libido.
- Lubrifiant : produit utilisé pour réduire les frictions lors des rapports sexuels.
- Digue dentaire : carré de latex ou de polyuréthane mince et souple, totalement imperméable, utilisé comme préservatif pour se protéger des infections sexuellement transmissibles lors d'un rapport sexuel entre la bouche de l'un des partenaires et la vulve, l'anus ou le pénis d'un autre .
- Pompe à pénis : dispositif mécanique non invasif, ayant la forme d'un cylindre ouvert à une extrémité, destiné à y introduire la verge d'un homme et y faire partiellement le vide à l'aide d'une pompe. Cet instrument est utilisé dans le traitement des troubles de l'érection ou comme technique non chirurgicale d’agrandissement du pénis.

### Sex-toys
| Nom              | Illustration | Description |
| ---------------- | ------------ | --- |
| Anneau pénien    |              | Aanneau en métal, en caoutchouc, en silicone, ou bien en cuir, généralement à pressions. Il est à placer à la base du sexe de l'homme avant érection, en vue de renforcer et de prolonger cette dernière et de retarder l'éjaculation pour accroître le plaisir au moment de l'orgasme.                                                                           |
| Boules de geisha |              | Boules de 2–3,5 cm de diamètre, en pierre semi-précieuse, souvent du jade ou du cristal de roche. Ces boules ou ces œufs en pierre semi-précieuse sont utilisées dans des pratiques du tao et du tantrisme pour activer et maîtriser les muscles du périnée. La pratique traditionnelle enseigne l'utilisation d'une seule boule, sans fil.                       |
| Godemichet       |              | Jouet sexuel destiné à procurer des sensations susceptibles d'approcher celles qui seraient offertes par un pénis, lors de la masturbation ou lors des rapports sexuels. |
| Plug anal        |              | Jouet anal similaire à un dildo, mais de forme conique et avec une base large. La base évasée évite que le plug s’insère complètement dans l’anus, alors que sa forme lui permet de rester en place. On en trouve de grosseurs variées et certains peuvent vibrer. Certains ont une queue d’animal et peuvent être utilisés dans le cadre de jeux de rôle animal. |
| Pompe pénienne   |              | Dispositif mécanique non invasif, ayant la forme d'un cylindre ouvert à une extrémité, destiné à y introduire la verge d'un homme et y faire partiellement le vide à l'aide d'une pompe. Cet instrument est utilisé dans le traitement des troubles de l'érection ou comme technique non chirurgicale d’agrandissement du pénis.                                  |
| Poupée sexuelle  |              | Jouet sexuel imitant le corps humain et permettant de pratiquer une masturbation. La plupart des poupées sont des mannequins représentant le corps d'une femme, et sont destinées à un public masculin. |
| Robot sexuel     |              | Version encore hypothétique de robot (anthropomorphique ou non) destiné à permettre une certaine connexion émotionnelle humain-robot et à gratifier son utilisateur d'un plaisir sexuel. |
| Vagin artificiel |              | Jouet sexuel modelé pour simuler un rapport sexuel, en permettant à un pénis de s'y introduire. Il est moulé en latex à partir d'un véritable vagin. |
| Vibromasseur     |              | Sex-toy muni d'un petit moteur électrique animant des pièces généralement en caoutchouc ou en plastique destinées à effectuer des massages à visée thérapeutique, amincissante ou de stimulation sexuelle. |

### Moyens de contraception
- Acétate de médroxyprogestérone
- Anneau vaginal
- Cape cervicale
- Diaphragme

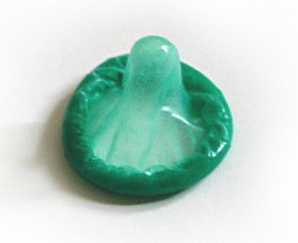
Préservatif.

- Dispositif intra-utérin / stérilet

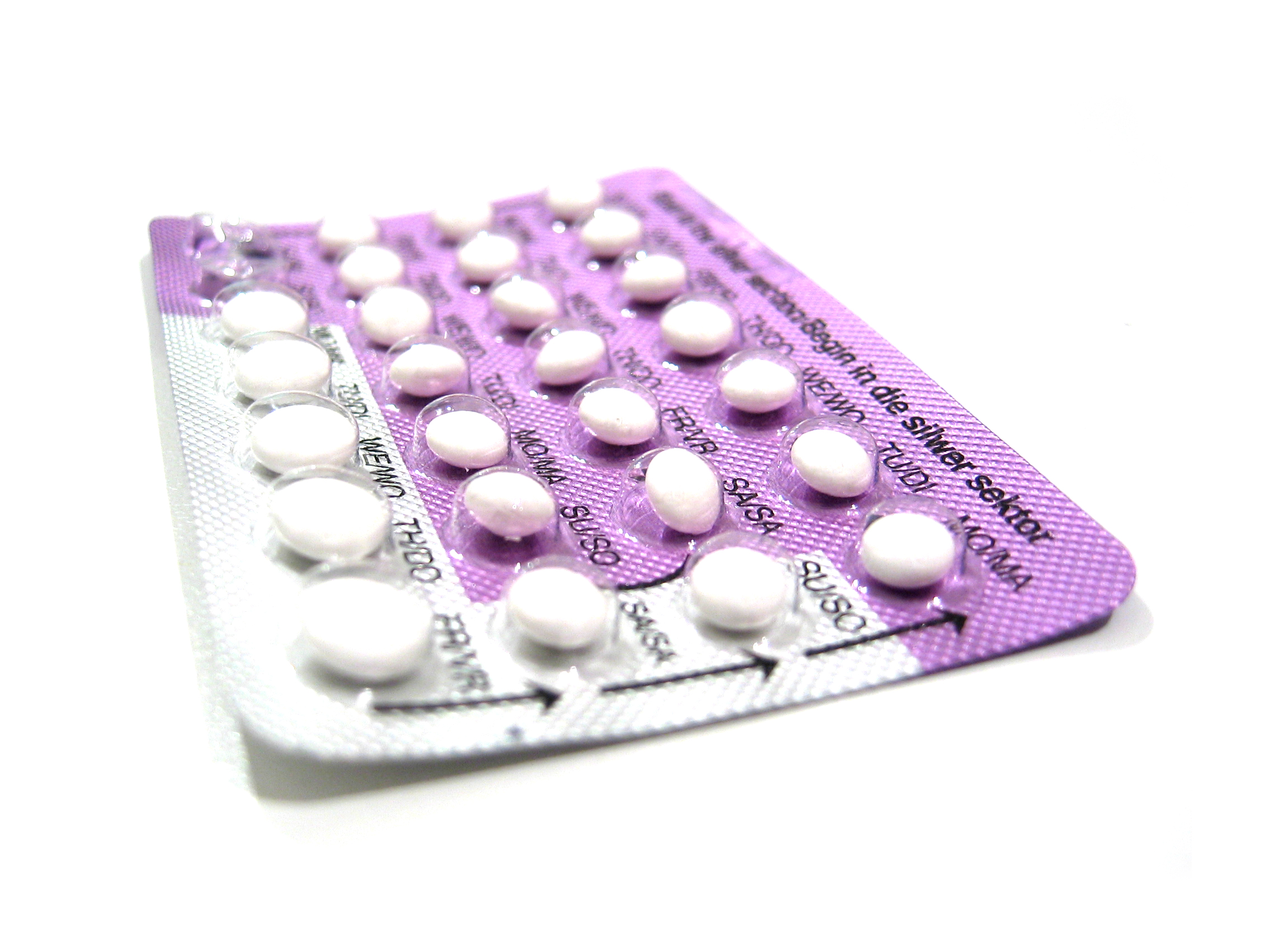
Pilule contraceptive

- Éponge contraceptive
- Gel contraceptif
- Pessaire
- Pilule contraceptive
- Pilule du lendemain
- Pilule pour homme
- Pilule progestative Pilule contraceptive
- Préservatif
- Seringue à anticorps (hommes)
- Spermicide
- Timbre contraceptif
- Vasectomie

### Instruments sexuels
| Nom                    | Image | Description |
| ---------------------- | ----- | --- |
| Banc à flagellation    |       | Dispositif, généralement en bois, conçu pour l'exécution d'une flagellation. |
| Canne                  |       | Bâton fabriqué à partir d'une plante pseudo-ligneuse, qui a un poids inférieur à celui d'un bâton en bois normal et qui est également beaucoup plus élastique. |
| Cravache               |       | Court fouet sans lanière. |
| Fouet                  |       | Instrument composé d'une ou plusieurs lanières, généralement en cuir, et d'un manche. |
| Fucking machine        |       | Sex-toy utilisé pour stimuler une personne en reproduisant la pénétration masculine. |
| Martinet               |       | Petit fouet multiple, constitué d'un manche en bois d'environ 25 cm. Les lanières, au nombre d'une dizaine, sont généralement en cuir. |
| Nagaïka                |       | Fouet court et épais utilisé par les Cosaques de Russie, emprunté aux nogaïs d'où le nom « (cravache) de Nogaï ». |
| Pagaie                 |       | Instrument qui permet de manœuvrer et de propulser un canoë, une pirogue, un kayak, un raft ou plus généralement un canot. |
| Pince à seins          |       | Sex-toy utilisé pour stimuler les tétons en y appliquant une pression plus ou moins importante. |
| Roulette de Wartenberg |       | Instrument médical utilisé en neurologie pour le diagnostic clinique de certains troubles de la sensibilité. Elle est généralement fabriquée en acier inoxydable, munie d'une poignée mesurant approximativement 18 cm de longueur, solidaire d'une roulette elle-même constituée de petites pointes rayonnant autour d'un moyeu, que l'on peut faire passer sur la peau afin, par exemple, de déterminer rapidement les limites d'un déficit de perception des sensations douloureuses. |
| Tawse                  |       | Outil écossais de châtiment corporel. |
| Verge                  |       | Instrument permettant la flagellation. |

## Industrie du sexe

### Pornographie

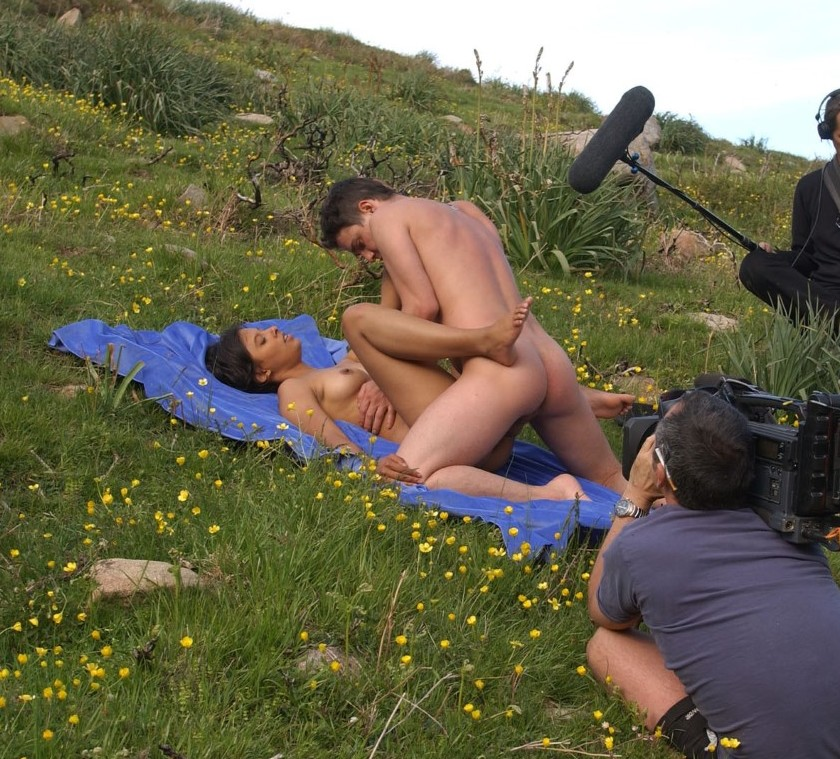
Acteur tournant un film pornographique

- Acteur pornographique : personne se livrant à des actes sexuels non simulés dans le cadre d'un film pornographique.
- Alt porn : abréviation pour pornographie alternative, contre-culture qui relie la pornographie et les différents mouvements alternatifs comme le gothique, le punk et la cyberculture.
- Creampie : scènes montrant un écoulement de sperme depuis l'orifice d'une personne après un rapport non protégé.
- Ecchi : anime ou manga à connotations sexuelles.
- Eroge : jeu vidéo japonais présentant un contenu érotique, généralement dans le style d’anime.
- Futanari : femmes qui possèdent à la fois une vulve et un pénis, ou plus rarement seulement un pénis. La taille de leur pénis — et de leurs seins — est généralement disproportionnée[34]. Futanari

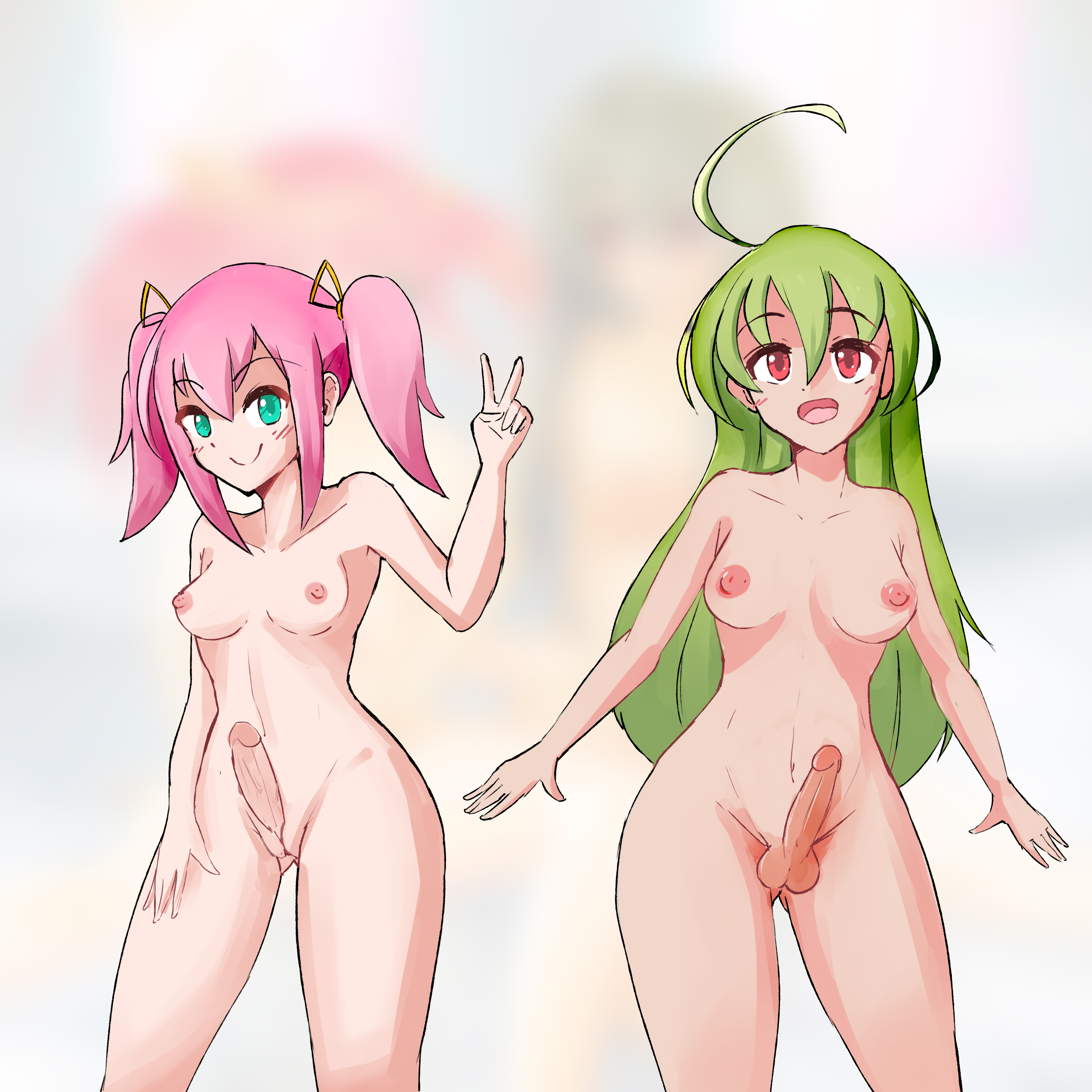
Futanari

- Gokkun : pratique sexuelle de groupe, rencontrée dans les films pornographiques, dans laquelle un groupe d'hommes éjacule tour à tour sur une personne (un homme ou une femme) qui doit ensuite lécher (ou avaler dans le cas d'un récipient) le sperme.
- Gonzo : film pornographique sans action, qui consiste uniquement en scènes de sexe.
- Hentai : anime ou manga pornographique. Mangas hentai

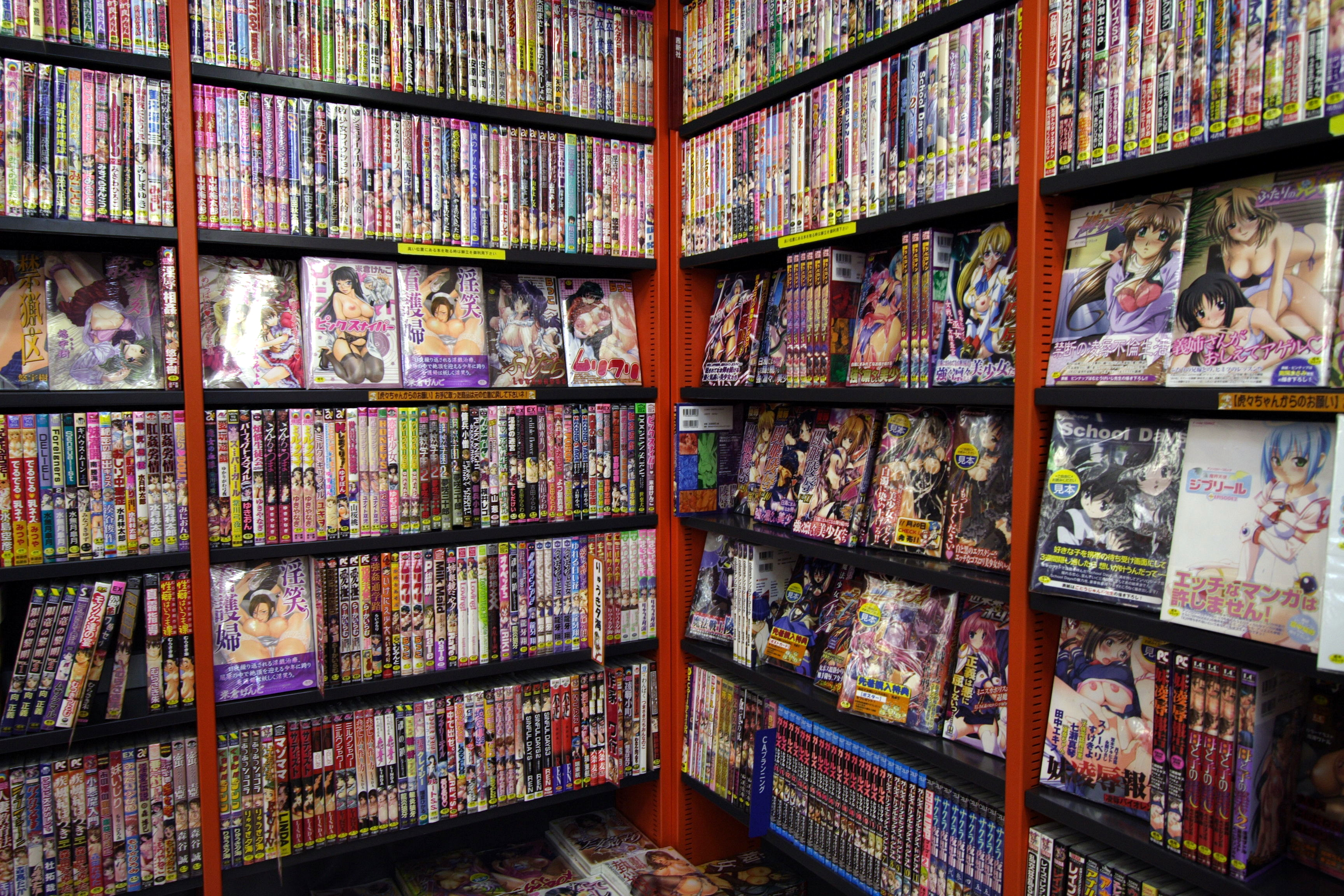
Mangas hentai

- Lemon : terme utilisé dans les fanfictions afin d'avertir le lecteur d'une histoire à contenu sexuel explicite.
- Lolicon : pornographie mettant en scène des personnes de sexe féminin d'un jeune âge (autour de 7 ans) jusqu'à 17 ans.
- Parodie pornographique : production utilisant la pornographie comme instrument parodique.
- Pédopornographie : pornographie impliquant un plusieurs enfants.
- Pornographie amateur : réalisée par des amateurs et généralement publiée sur Internet.
- Pornographie animale : forme de pornographie montrant des actes sexuels entre humains et animaux.
- Pornographie féministe : forme de pornographie mettant en valeur les femmes et plaçant leur désir au centre des situations sexuelles, tout en ayant les mêmes visées érotiques que la pornographie traditionnelle.Pornographie gay

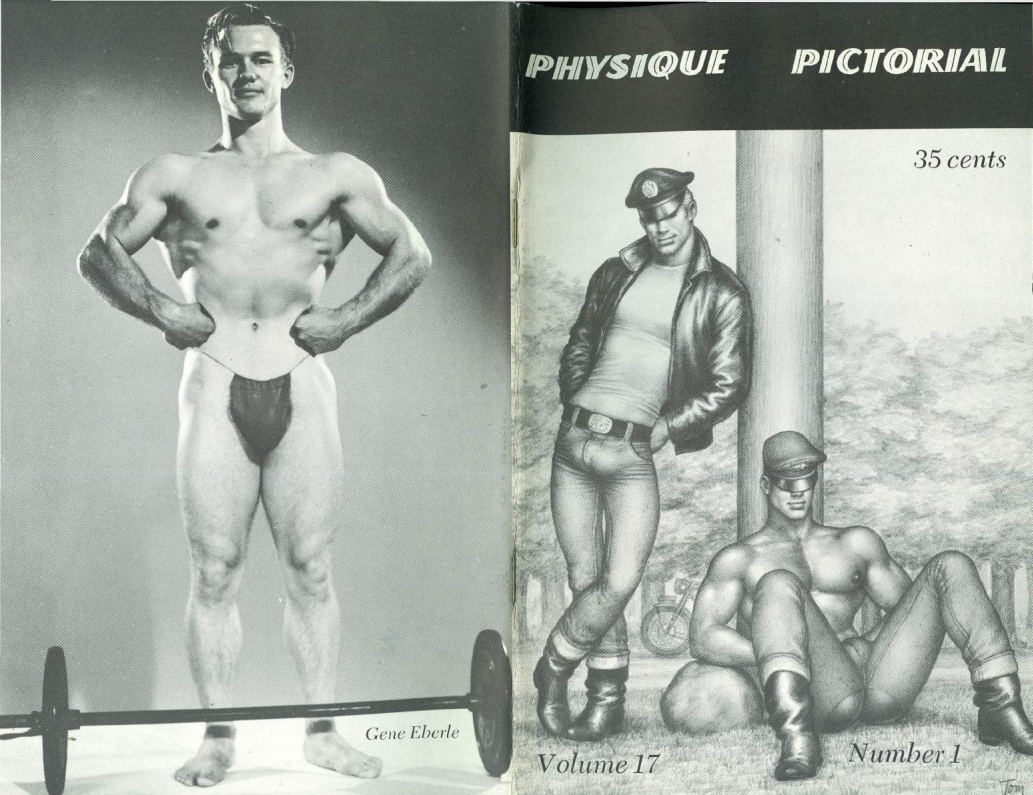
Pornographie gay

- Pornographie gay : représentation d'actes sexuels entre hommes uniquement.

- Pornographie hard : forme de pornographie représentant de manière explicite des actes sexuels, souvent non simulés.
- Pornographie interactive : films dans lesquels le spectateur peut intervenir par télécommande, souris ou clavier.
- Pornographie lesbienne : représentation d'actes sexuels entre femmes uniquement. Ces représentations pornographiques ont d'abord été produites à destination des hommes hétérosexuels avant qu'une pornographie lesbienne voie le jour pour les lesbiennes elles-mêmes.
- Pornographie queer : représentation de rapports sexuels entre personnes de différentes identités de genres et d'orientations sexuelles.
- Pornographie soft (vanilla porn): forme de pornographie mettant en scène des acteurs nus ou à moitié nus engagés dans des représentations toujours simulées de relations sexuelles ou de masturbation, sans montrer de façon explicite des pénétrations vaginales ou anales, des cunnilingus, fellations ou éjaculations.
- Pornographie transgenre : forme de pornographie mettant en scène des personnes transgenres. La très grande majorité des films de ce type concerne des femmes trans.
- Revenge porn : contenu sexuellement explicite qui est publiquement partagé en ligne sans le consentement de la ou des personnes apparaissant sur le contenu, dans le but d'en faire une forme de « vengeance ».
- Shotacon : au Japon, attirance d'un homme ou d'une femme pour un garçon jeune ou de petite taille. Hors du Japon, shotacon est un terme plus général utilisé pour désigner les œuvres japonaises, en particulier manga et anime, dans lesquelles les garçons sont présentés de manière suggestive ou érotique, juste avant ou après le début de la puberté. Apparaissent également des personnages plus âgés mais d'apparence très jeune (néoténie).
- Slash : histoires pornographiques mettant en scène des personnages de fiction célèbres, généralement des personnages de séries ou de films. L'homosexualité y est courante. Image d'upskirt

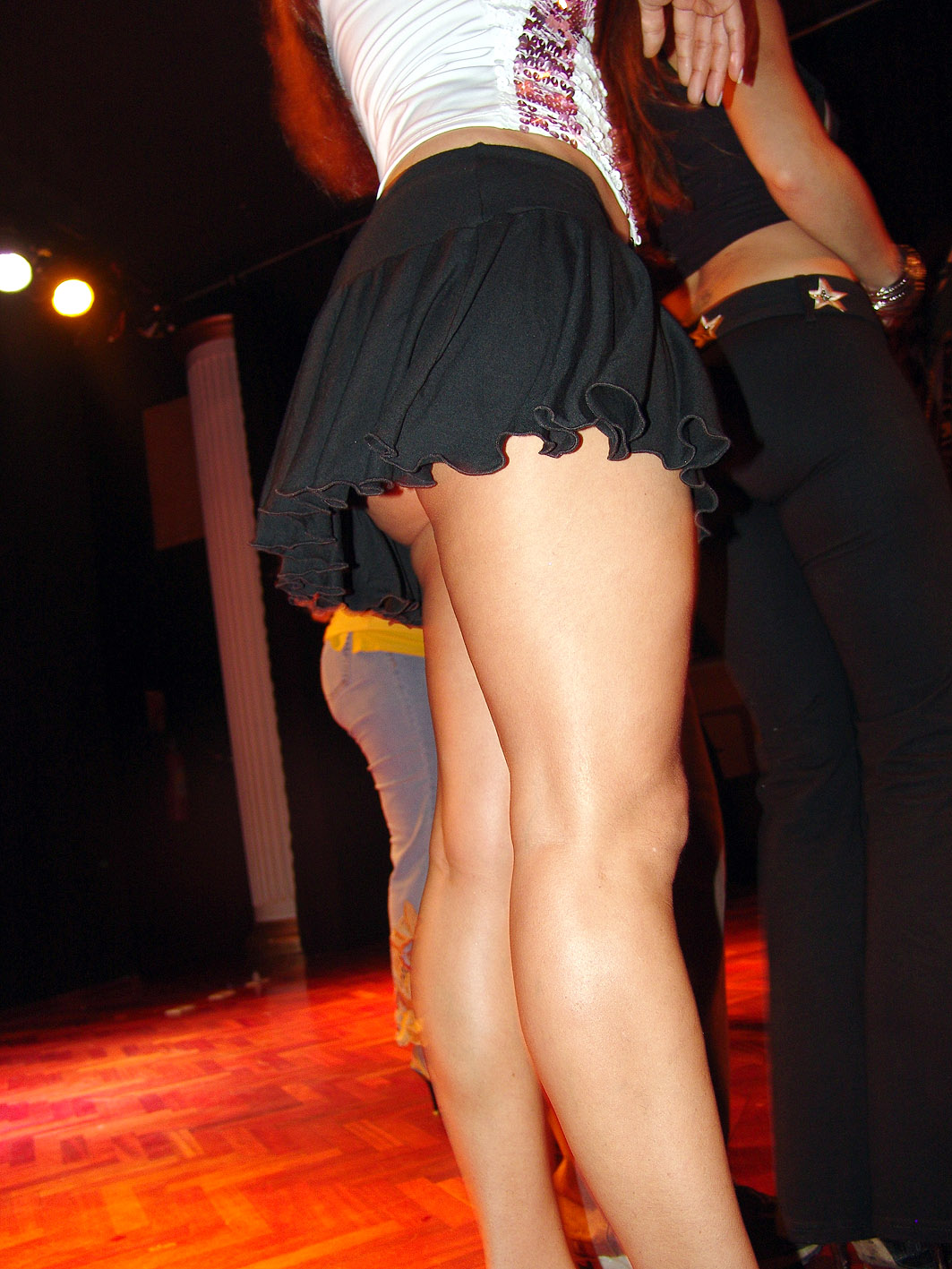
Image d'upskirt

- Upskirt : forme d'érotisme ou de pornographie particulièrement présente sur Internet, constituée de photographies ou de videos prises sous les jupes des femmes (le plus souvent en contre-plongée en position debout, ou de face en position assise), dans le but de montrer leurs sous-vêtements, voire leurs parties génitales et/ou leurs fesses.
- Yaoi : genre d'œuvres de fiction centré sur les relations sentimentales et/ou sexuelles entre personnages de genre masculin.
- Yuri : genre d’œuvres de fiction centré sur les relations intimes entre femmes, qu'elles soient émotionnelles, sentimentales ou encore sexuelles.

#### La pornographie par support
- Art érotique
- Jeu vidéo pour adulte
- Photographie érotique
- Pornographie sur Internet
- Revue pornographique

### Prostitution
- Abolitionnisme : courant de pensée prônant la fin de tout contrôle institutionnel sur la prostitution, sinon la disparition de la prostitution.
- Assistant sexuel : personne prostituée dont l'activité consiste à raviver le plaisir sensuel, érotique ou sexuel chez les personnes en situation de handicap qui en font la demande. Sur le plan légal, cette activité peut être est assimilée à de la prostitution ou encouragée, selon les pays.
- Bordel / lupanar / maison close / maison de passe : établissement offrant les services de personnes prostituées.
- Cinéma pour adultes, salle de cinéma où des films pornographiques sont montrés à un public de spectateurs majeurs (l'âge requis dans la plupart des pays est de 18 ans minimum). Il s'agit habituellement de diffusions en continu (les gens peuvent entrer et sortir quand ils veulent). Les affiches des films à l'entrée des salles ne présentent normalement pas de nudité.
- Club échangiste : lieu de rencontre privé destiné à la sexualité de groupe entre partenaires majeurs et consentants. Intégrant le plus souvent les pratiques sexuelles issues de l’échangisme, les clients ont pour principal but de partager des plaisirs de courte durée, tout en sortant de leurs habitudes et en évitant ainsi des relations suivies ou indiscrètes. Quelques clients fréquentent également ces endroits pour s'y amuser dans une « ambiance décontractée » sans pour autant aller jusqu’à rechercher des rapports sexuels.
- Danse-contact / lap dance : (angl pour « danse dans le giron ») est une forme particulière de danse érotique offerte dans certains strip clubs (ou boîtes de nuit) dans lesquels une personne est assise et une autre danse en contact avec elle ou à proximité.
- Dominatrice : femme qui propose, en échange de rémunération, de prendre un rôle dominant dans un rapport de domination (BDSM).
- Drive-in du sexe : zone de prostitution aménagée pour des clients qui viendraient en automobile.Drive-in du sexe à Bonn

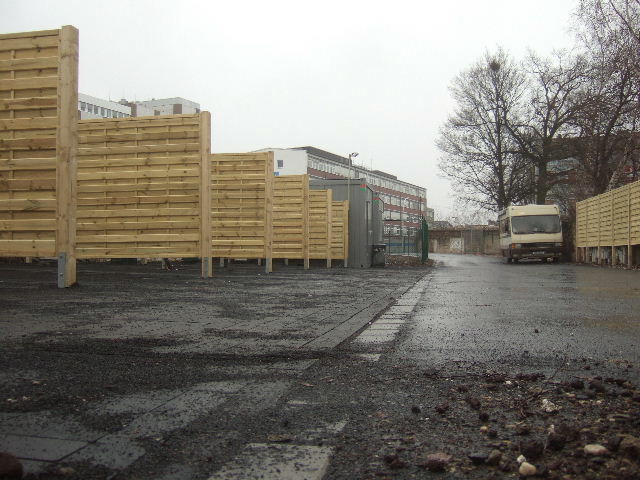
Drive-in du sexe à Bonn

- Enjo kōsai : pratique japonaise où des adolescentes, surtout lycéennes, sont payées par des hommes plus âgés pour les accompagner (escort girl) et parfois pour se prostituer.
- Escort : personne prostituée n'exerçant pas sur la voie publique, son activité relevant dès lors de la prostitution d'intérieur, dite « indoor ».
- Esclavage sexuel : forme d'esclavage consistant à amener par la contrainte des personnes non consentantes à diverses pratiques sexuelles. Il peut se présenter sous la forme d'une relation à un seul maître, d'esclavage rituel souvent associé à des pratiques religieuses traditionnelles, d'esclavage à des fins principalement non sexuelles, mais où la sexualité est courante, ou enfin sous la forme de prostitution forcée ; il est considéré comme un des crimes contre l'humanité.
- Gigolo : homme qui se fait entretenir en échange de faveurs sexuelles.
- Hetaïre : dans la Grèce antique, femme prostituée.
- Oiran : courtisanes de haut-rang au Japon, célèbres en particulier au cours de l'époque d'Edo.
- Lap dance : voir Danse-contact.
- Love Hotel : au Japon, un type d'hôtels que l’on peut réserver à l’heure ou à la nuit, offrant de l'intimité et de la discrétion pour des couples afin d'avoir des relations sexuelles.
- Lupanar : voir Bordel. Établissement offrant les services de personnes prostituées.
- Maison close / maison de passe : voir Bordel. Établissement offrant les services de personnes prostituées.
- Maison verte : lieu où résidaient les oiran, courtisanes de haut rang, dans le Japon de l'ère Edo.
- Onsen-Geisha : geisha ou artiste qui travaille dans les onsen ou les stations balnéaires de sources chaudes. Ce terme a une connotation négative du fait que le mot désigne maintenant une prostituée alors que les faveurs sexuelles par la geisha à son client n'ont jamais été entendues comme systématiques ou allant de soi.
- Peep show : spectacle vu par une seule personne à la fois à travers une petite ouverture ou une loupe. Si en anglais le terme désigne généralement tout type de spectacle, il s'utilise en français presque uniquement pour des spectacles érotiques ou pornographiques (striptease, scènes ou positions à caractère sexuel).
- Pole dance : discipline qui mêle danse et acrobaties autour d'une barre. Cette danse, pratiquée à l'origine dans les cirques forains itinérants où des artistes en tenue légère dansaient autour des poteaux soutenant le chapiteau pour distraire les spectateurs, puis par les strip-teaseuses à partir de la fin des années 1960, est devenue une discipline sportive et artistique à part entière à partir des années 1990.
- Prostitution enfantine : prostitution impliquant un enfant et forme d'exploitation sexuelle commerciale des enfants. Le terme se réfère habituellement à la prostitution d'un mineur ou d'une personne en dessous de l'âge légal du consentement. Dans la plupart des pays, la prostitution des enfants est illégale dans le cadre d'une interdiction générale de la prostitution.
- Prostitution de circonstance : prostitution pratiquée comme activité accessoire voire imprévue, à cause d'une situation particulière.
- Prostitution masculine : offre rémunérée de services d'ordre sexuel par un homme. L'orientation sexuelle de la clientèle ne correspondent pas nécessairement à l'orientation sexuelle du pourvoyeur de ce service rémunéré.
- Prostitution sacrée : pratique, aujourd'hui révolue, de relations sexuelles dans le cadre d'un culte, d'un rituel ou d'une tradition religieuse. Elle a notamment été pratiquée dans les cultures pré-juives et indiennes.
- Proxénétisme : fait de générer des profits sur l'activité de prostitution d'autrui grâce au pouvoir que l'on exerce sur les personnes qui se livrent à cette pratique. Le proxénétisme est illégal dans de très nombreux pays dans le monde, mais sa définition juridique peut varier d'un pays à l'autre.
- Publicité érotique : type de publicité usant d'images à connotations sexuelles ou érotiques dans le but de favoriser la vente d'un produit ou d'attirer l'attention sur celui-ci. Cette technique de communication est une des composantes du marketing publicitaire.
- Quartier chaud : zone géographique où la prostitution est pratiquée et visible. Le quartier chaud de Franvoirort de nuit

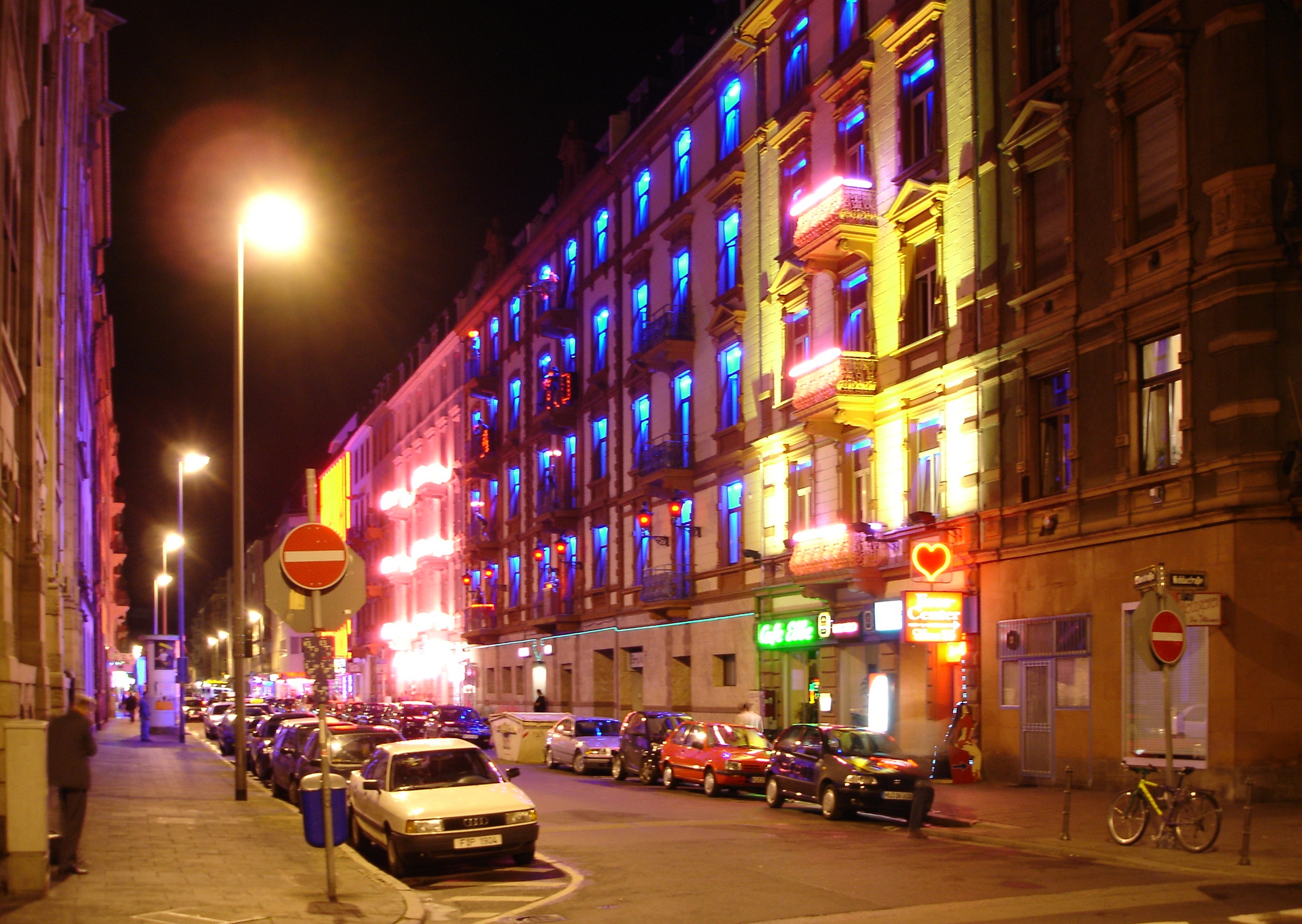
Le quartier chaud de Franvoirort de nuit

- Racolage : fait, pour une personne prostituée, d'aborder des clients potentiels pour leur proposer des services sexuels.Illustration d'une scène de racolage.

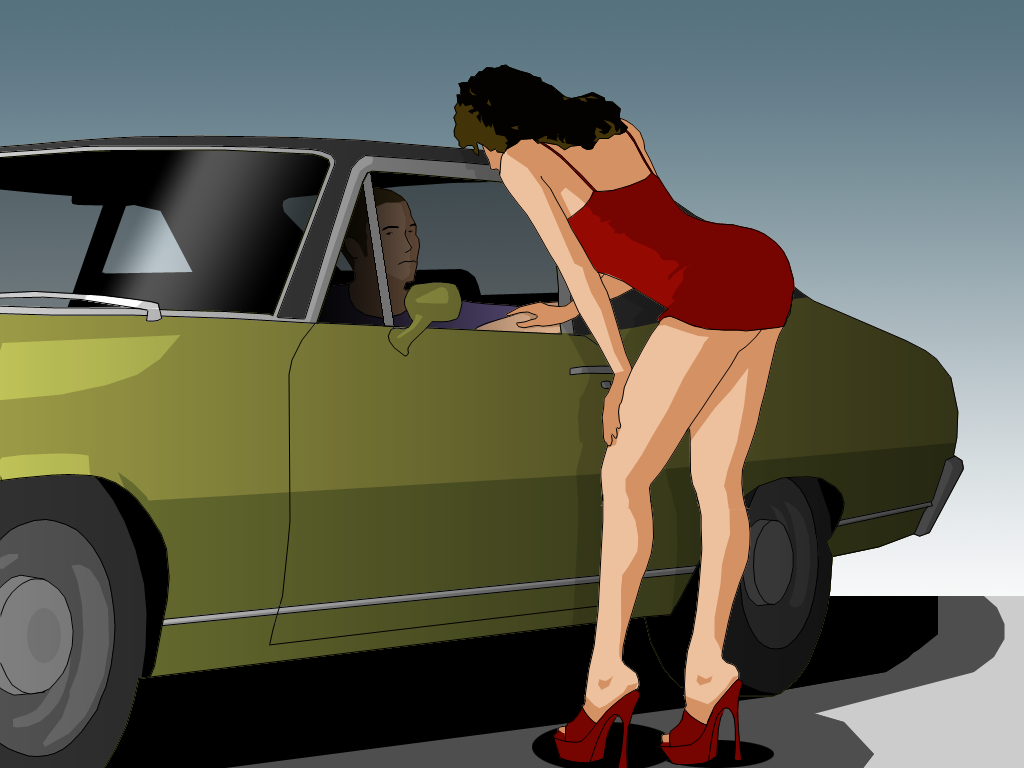
Illustration d'une scène de racolage.

- Sex shop : (anglicisme pour « boutique de sexe ») commerce qui vend du matériel pornographique, des accessoires et des services liés à la sexualité.
- Soapland : au Japon, maison close, en général de luxe, à l'intérieur de laquelle les clients peuvent se livrer à des massages érotiques ou encore à des activités sexuelles avec des prostituées appelées « companions » (de l'anglais companion qui signifie « petite amie »). Ces établissements sont officiellement répertoriés comme des bains réservés aux membres d'un club. Plus rare, l'équivalent féminin des soapland existe néanmoins.
- Strip poker : variante du poker, joué fréquemment selon la règle du Texas Hold'em. Le principe est que, à chaque fois que le joueur n’a plus de jetons, il enlève un vêtement en échange d’une nouvelle cave. Lorsqu’il n’a plus ni argent, ni vêtement, il est éliminé. À chaque tour de jeu, chacun des éliminés a un gage, choisi par le gagnant de la manche.
- Striptease : spectacle érotique généralement dansé, mettant en scène une personne (souvent une femme) qui retire progressivement ses vêtements pour finir dévêtu, voire nu.
- Sugar daddy : (anglicisme pour papa gâteau) homme qui entretient des relations, souvent sexuelles, avec un ou une partenaire bien plus jeune, lequel reçoit en échange de l'argent ou des biens.
- Table dance : danse érotique réalisée à la table (ou sur) d'un établissement, par opposition à celle pratiquée sur scène. Dans certains pays, une table dance peut être une alternative à la lap dance, en raison de lois interdisant les danseuses exotiques de prendre contact avec les clients.
- Terekura : au Japon, service de rendez-vous par téléphone permettant de contourner l'interdiction de la prostitution.Danseuse de boite de nuit

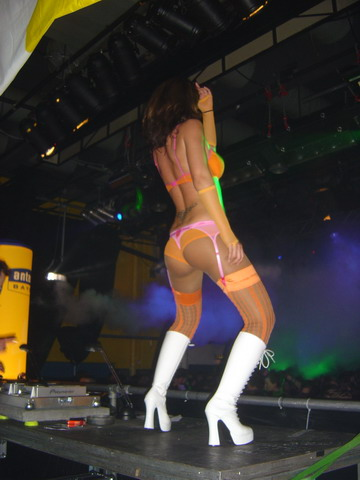
Danseuse de boite de nuit

#### Prostitution militaire
- Bordel des camps de concentration : bordel visant à inciter les prisonniers à collaborer. Mais ces établissements sont utilisés principalement par des kapos, c'est-à-dire des prisonniers, généralement de droit commun, utilisés dans l'encadrement des autres prisonniers.
- Bordel militaire allemand de la Seconde Guerre Mondiale
- Bordel militaire de campagne : appellation populaire d'un dispositif accompagnant plus ou moins officiellement les unités de l'armée française durant le XXe siècle et permettant aux militaires d'avoir aisément des relations sexuelles avec des prostituées.
- Femmes de réconfort : euphémisme employé au Japon à propos des victimes, souvent mineures, du système d'esclavage sexuel de masse organisé à travers l'Asie par et pour l'armée et la marine impériales japonaises, en particulier durant la Seconde Guerre mondiale. L'emploi de ce terme est fortement contesté par les organisations qui exigent du gouvernement japonais des excuses formelles et des réparations, et préfèrent le terme non édulcoré d'« esclaves sexuelles ».

## Législation sur les crimes sexuels et droit relatif à la sexualité

### En Allemagne
La législation sur les crimes sexuels est régie par les articles 174 à 184 du Code pénal allemand (Strafgesetzbuch).

### En France
Dans la suite, conformément à la terminologie juridique, on appelle mineurs de quinze ans les enfants qui n'ont pas encore atteint leur quinzième anniversaire.

#### Protection des mineurs
- Le fait, « commis par un majeur, d'organiser des réunions comportant des exhibitions ou des relations sexuelles auxquelles un mineur assiste ou participe ou d'assister en connaissance de cause à de telles réunions » : cinq ans d'emprisonnement et 75 000 euros d'amende[35].
  - Sept ans d'emprisonnement et 100 000 euros d'amende lorsque le mineur a été mis en contact avec l'auteur des faits grâce à l'utilisation, pour la diffusion de messages à destination d'un public non déterminé, d'un réseau de communications électroniques ou que les faits sont commis dans les établissements d'enseignement ou d'éducation ou dans les locaux de l'administration, ainsi que, lors des entrées ou sorties des élèves ou du public ou dans un temps très voisin de celles-ci, aux abords de ces établissements ou locaux.
  - Dix ans d'emprisonnement et 1 000 000 euros d'amende lorsque les faits ont été commis en bande organisée ou à l'encontre d'un mineur de quinze ans.
- Le fait « pour un majeur de faire des propositions sexuelles à un mineur de quinze ans ou à une personne se présentant comme telle en utilisant un moyen de communication électronique » : deux ans d'emprisonnement et de 30 000 euros d'amende[36].
  - Cinq ans d'emprisonnement et 75 000 euros d'amende lorsque les propositions ont été suivies d'une rencontre.
- Diffusion ou tentative de diffusion de pédopornographie. Le fait, « en vue de sa diffusion, de fixer, d'enregistrer ou de transmettre l'image ou la représentation d'un mineur lorsque cette image ou cette représentation présente un caractère pornographique » ou « d'offrir, de rendre disponible ou de diffuser une telle image ou représentation, par quelque moyen que ce soit, de l'importer ou de l'exporter, de la faire importer ou de la faire exporter » : cinq ans d'emprisonnement et 75 000 euros d'amende[37].
  - À noter : « Lorsque l'image ou la représentation concerne un mineur de quinze ans, ces faits sont punis même s'ils n'ont pas été commis en vue de la diffusion de cette image ou représentation. »
  - Sept ans d'emprisonnement et à 100 000 euros d'amende lorsqu'il a été utilisé, pour la diffusion de l'image ou de la représentation du mineur à destination d'un public non déterminé, un réseau de communications électroniques.
  - Dix ans d'emprisonnement et de 500 000 euros d'amende lorsqu'elles sont commises en bande organisée.
- Visionnage ou tentative de visionnage de pédopornographie. Le fait « de consulter habituellement ou en contrepartie d'un paiement un service de communication au public en ligne mettant à disposition une telle image ou représentation, d'acquérir ou de détenir une telle image ou représentation par quelque moyen que ce soit » : deux ans d'emprisonnement et 30 000 euros d'amende[37].
  - Dix ans d'emprisonnement et 500 000 euros d'amende lorsqu'elles sont commises en bande organisée.
- Le fait « soit de fabriquer, de transporter, de diffuser par quelque moyen que ce soit et quel qu'en soit le support un message à caractère […] pornographique […], soit de faire commerce d'un tel message, lorsque ce message est susceptible d'être vu ou perçu par un mineur » : trois ans d'emprisonnement et 75 000 euros d'amende[38].
- Le fait « de faire à un mineur des offres ou des promesses ou de lui proposer des dons, présents ou avantages quelconques, ou d'user contre lui de pressions ou de contraintes de toute nature, afin qu'il se soumette à une mutilation sexuelle » ou « d'inciter directement autrui […] à commettre une mutilation sexuelle sur la personne d'un mineur », « lorsque cette mutilation n'a pas été réalisée » : cinq ans d'emprisonnement et 75 000 € d'amende[39].
- Atteinte sexuelle sur mineur de quinze ans : sept ans d'emprisonnement et 100 000 € d'amende[40].
  - Dix ans d'emprisonnement et 150 000 euros d'amende : 1° Lorsqu'elle est commise par un ascendant ou par toute autre personne ayant sur la victime une autorité de droit ou de fait ; 2° Lorsqu'elle est commise par une personne qui abuse de l'autorité que lui confèrent ses fonctions ; 3° Lorsqu'elle est commise par plusieurs personnes agissant en qualité d'auteur ou de complice ; 4° Lorsque le mineur a été mis en contact avec l'auteur des faits grâce à l'utilisation, pour la diffusion de messages à destination d'un public non déterminé, d'un réseau de communication électronique ; 5° Lorsqu'elle est commise par une personne agissant en état d'ivresse manifeste ou sous l'emprise manifeste de produits stupéfiants[41].
- Les atteintes sexuelles sans violence, contrainte, menace ni surprise sur un mineur âgé de plus de quinze ans sont punies de trois ans d'emprisonnement et de 45 000 € d'amende : 1° Lorsqu'elles sont commises par un ascendant ou par toute autre personne ayant sur la victime une autorité de droit ou de fait ; 2° Lorsqu'elles sont commises par une personne qui abuse de l'autorité que lui confèrent ses fonctions[42].

#### Agressions sexuelles
Agressions sexuelles : « toute atteinte sexuelle commise avec violence, contrainte, menace ou surprise ».
- Viol : « tout acte de pénétration sexuelle, de quelque nature qu'il soit, commis sur la personne d'autrui ou sur la personne de l'auteur par violence, contrainte, menace ou surprise » : quinze ans de réclusion criminelle[44].
  - Vingt ans de réclusion criminelle : 1° Lorsqu'il a entraîné une mutilation ou une infirmité permanente ; 2° Lorsqu'il est commis sur un mineur de quinze ans ; 3° Lorsqu'il est commis sur une personne dont la particulière vulnérabilité, due à son âge, à une maladie, à une infirmité, à une déficience physique ou psychique ou à un état de grossesse, est apparente ou connue de l'auteur ; 3° bis Lorsqu'il est commis sur une personne dont la particulière vulnérabilité ou dépendance résultant de la précarité de sa situation économique ou sociale est apparente ou connue de l'auteur ; 4° Lorsqu'il est commis par un ascendant ou par toute autre personne ayant sur la victime une autorité de droit ou de fait ; 5° Lorsqu'il est commis par une personne qui abuse de l'autorité que lui confèrent ses fonctions ; 6° Lorsqu'il est commis par plusieurs personnes agissant en qualité d'auteur ou de complice ; 7° Lorsqu'il est commis avec usage ou menace d'une arme ; 8° Lorsque la victime a été mise en contact avec l'auteur des faits grâce à l'utilisation, pour la diffusion de messages à destination d'un public non déterminé, d'un réseau de communication électronique ; 10° Lorsqu'il est commis en concours avec un ou plusieurs autres viols commis sur d'autres victimes ; 11° Lorsqu'il est commis par le conjoint ou le concubin de la victime ou le partenaire lié à la victime par un pacte civil de solidarité ; 12° Lorsqu'il est commis par une personne agissant en état d'ivresse manifeste ou sous l'empire manifeste de produits stupéfiants ; 13° Lorsqu'il est commis, dans l'exercice de cette activité, sur une personne qui se livre à la prostitution, y compris de façon occasionnelle ; 14° Lorsqu'un mineur était présent au moment des faits et y a assisté ; 15° Lorsqu'une substance a été administrée à la victime, à son insu, afin d'altérer son discernement ou le contrôle de ses actes[45].
  - Trente ans de réclusion criminelle lorsqu'il a entrainé la mort de la victime[46].
  - Réclusion criminelle à perpétuité lorsqu'il est précédé, accompagné ou suivi de tortures ou d'actes de barbarie[47].
- Autres agressions sexuelles (article 222-27 CP) : cinq ans d'emprisonnement et 75 000 euros d'amende[48].
  - Sept ans d'emprisonnement et 100 000 euros d'amende (article 222-28 CP) : 1° Lorsqu'elle a entraîné une blessure, une lésion ou une incapacité totale de travail supérieure à huit jours ; 2° Lorsqu'elle est commise par un ascendant ou par toute autre personne ayant sur la victime une autorité de droit ou de fait ; 3° Lorsqu'elle est commise par une personne qui abuse de l'autorité que lui confèrent ses fonctions ; 4° Lorsqu'elle est commise par plusieurs personnes agissant en qualité d'auteur ou de complice ; 5° Lorsqu'elle est commise avec usage ou menace d'une arme ; 6° Lorsque la victime a été mise en contact avec l'auteur des faits grâce à l'utilisation, pour la diffusion de messages à destination d'un public non déterminé, d'un réseau de communication électronique ; 7° Lorsqu'elle est commise par le conjoint ou le concubin de la victime ou le partenaire lié à la victime par un pacte civil de solidarité ; 8° Lorsqu'elle est commise par une personne agissant en état d'ivresse manifeste ou sous l'empire manifeste de produits stupéfiants ; 9° Lorsqu'elle est commise, dans l'exercice de cette activité, sur une personne qui se livre à la prostitution, y compris de façon occasionnelle ; 10° Lorsqu'un mineur était présent au moment des faits et y a assisté ; 11° Lorsqu'une substance a été administrée à la victime, à son insu, afin d'altérer son discernement ou le contrôle de ses actes[48].
  - Sept ans d'emprisonnement et 100 000 euros d'amende lorsqu'elles sont imposées à une personne dont la particulière vulnérabilité due à son âge, à une maladie, à une infirmité, à une déficience physique ou psychique ou à un état de grossesse ou résultant de la précarité de sa situation économique ou sociale est apparente ou connue de son auteur (article 222-29 CP)[48].
- Autres agressions sexuelles sur mineur de quinze ans (article 222-29-1 CP) : dix ans d'emprisonnement et 150 000 € d'amende[48].
  - Dix ans d'emprisonnement et 150 000 euros d'amende (article 222-30 CP) : 1° Lorsqu'elle a entraîné une blessure ou une lésion ; 2° Lorsqu'elle est commise par un ascendant ou par toute autre personne ayant sur la victime une autorité de droit ou de fait ; 3° Lorsqu'elle est commise par une personne qui abuse de l'autorité que lui confèrent ses fonctions ; 4° Lorsqu'elle est commise par plusieurs personnes agissant en qualité d'auteur ou de complice ; 5° Lorsqu'elle est commise avec usage ou menace d'une arme ; 7° Lorsqu'elle est commise par une personne agissant en état d'ivresse manifeste ou sous l'emprise manifeste de produits stupéfiants ; 8° Lorsqu'une substance a été administrée à la victime, à son insu, afin d'altérer son discernement ou le contrôle de ses actes[48].

#### Prostitution
- Proxénétisme (article 225-5 CP) : sept ans d'emprisonnement et 150 000 euros d'amende[49].
  - Est assimilé au proxénétisme et puni des peines prévues par l'article 225-5 le fait, par quiconque, de quelque manière que ce soit (article 225-6 CP) : 1° De faire office d'intermédiaire entre deux personnes dont l'une se livre à la prostitution et l'autre exploite ou rémunère la prostitution d'autrui ; 2° De faciliter à un proxénète la justification de ressources fictives ; 3° De ne pouvoir justifier de ressources correspondant à son train de vie tout en vivant avec une personne qui se livre habituellement à la prostitution ou tout en étant en relations habituelles avec une ou plusieurs personnes se livrant à la prostitution ; 4° D'entraver l'action de prévention, de contrôle, d'assistance ou de rééducation entreprise par les organismes qualifiés à l'égard de personnes en danger de prostitution ou se livrant à la prostitution[49].
  - Dix ans d'emprisonnement et 1 500 000 euros d'amende lorsqu'il est commis (article 225-7 CP) : 1° A l'égard d'un mineur ; 2° A l'égard d'une personne dont la particulière vulnérabilité, due à son âge, à une maladie, à une infirmité, à une déficience physique ou psychique ou à un état de grossesse, est apparente ou connue de son auteur ; 3° A l'égard de plusieurs personnes ; 4° A l'égard d'une personne qui a été incitée à se livrer à la prostitution soit hors du territoire de la République, soit à son arrivée sur le territoire de la République ; 5° Par un ascendant légitime, naturel ou adoptif de la personne qui se prostitue ou par une personne qui a autorité sur elle ou abuse de l'autorité que lui confèrent ses fonctions ; 6° Par une personne appelée à participer, de par ses fonctions, à la lutte contre la prostitution, à la protection de la santé ou au maintien de l'ordre public ; 7° Par une personne porteuse d'une arme ; 8° Avec l'emploi de la contrainte, de violences ou de manœuvres dolosives ; 9° Par plusieurs personnes agissant en qualité d'auteur ou de complice, sans qu'elles constituent une bande organisée ; 10° Grâce à l'utilisation, pour la diffusion de messages à destination d'un public non déterminé, d'un réseau de communication électronique[49].
  - Quinze ans de réclusion criminelle et 3 000 000 euros d'amende lorsqu'il est commis à l'égard d'un mineur de quinze ans (article 225-7-1 CP)[49].
  - Vingt ans de réclusion criminelle et 3 000 000 euros d'amende lorsqu'il est commis en bande organisée (article 225-8 CP)[49].
  - Réclusion criminelle à perpétuité et 4 500 000 euros d'amende lorsqu'il est accompagné d'actes de torture ou de barbarie (article 225-9 CP)[49].
  - Dix ans d'emprisonnement et 750 000 euros d'amende le fait, par quiconque, agissant directement ou par personne interposée (article 225-10 CP) : 1° De détenir, gérer, exploiter, diriger, faire fonctionner, financer ou contribuer à financer un établissement de prostitution ; 2° Détenant, gérant, exploitant, dirigeant, faisant fonctionner, finançant ou contribuant à financer un établissement quelconque ouvert au public ou utilisé par le public, d'accepter ou de tolérer habituellement qu'une ou plusieurs personnes se livrent à la prostitution à l'intérieur de l'établissement ou de ses annexes ou y recherchent des clients en vue de la prostitution ; 3° De vendre ou de tenir à la disposition d'une ou de plusieurs personnes des locaux ou emplacements non utilisés par le public, en sachant qu'elles s'y livreront à la prostitution ; 4° De vendre, de louer ou de tenir à la disposition, de quelque manière que ce soit, d'une ou plusieurs personnes, des véhicules de toute nature en sachant qu'elles s'y livreront à la prostitution[49].
- Recours à la prostitution (article 225-12-1 CP) : 3 750 euros d'amende[50].
  - Cinq ans d'emprisonnement et 75 000 euros d'amende (article 225-12-2 CP) : 1° Lorsque l'infraction est commise de façon habituelle ou à l'égard de plusieurs personnes ; 2° Lorsque la personne a été mise en contact avec l'auteur des faits grâce à l'utilisation, pour la diffusion de messages à destination d'un public non déterminé, d'un réseau de communication ; 3° Lorsque les faits sont commis par une personne qui abuse de l'autorité que lui confèrent ses fonctions ; 4° Lorsque l'auteur des faits a délibérément ou par imprudence mis la vie de la personne en danger ou a commis contre elle des violences[50].
  - Sept ans d'emprisonnement et 100 000 euros d'amende lorsqu'il s'agit d'un mineur de quinze ans (article 225-12-2 CP)[50].

#### Divers
- Exhibition sexuelle (article 222-32 CP) : un an d'emprisonnement et 15 000 euros d'amende[51].
- Harcèlement sexuel (article 222-33 CP) : deux ans d'emprisonnement et 30 000 € d'amende[51].
  - Trois ans d'emprisonnement et 45 000 € d'amende lorsque les faits sont commis : 1° Par une personne qui abuse de l'autorité que lui confèrent ses fonctions ; 2° Sur un mineur de quinze ans ; 3° Sur une personne dont la particulière vulnérabilité, due à son âge, à une maladie, à une infirmité, à une déficience physique ou psychique ou à un état de grossesse, est apparente ou connue de leur auteur ; 4° Sur une personne dont la particulière vulnérabilité ou dépendance résultant de la précarité de sa situation économique ou sociale est apparente ou connue de leur auteur ; 5° Par plusieurs personnes agissant en qualité d'auteur ou de complice ; 6° Par l'utilisation d'un service de communication au public en ligne ou par le biais d'un support numérique ou électronique ; 7° Alors qu'un mineur était présent et y a assisté ; 8° Par un ascendant ou par toute autre personne ayant sur la victime une autorité de droit ou de fait.

## Sexologie et travail social
- Addiction sexuelle : perte de contrôle de la sexualité et poursuite du comportement pathologique lié à l'acte sexuel malgré la connaissance de ses conséquences négatives.
- Éducation sexuelle : travail pédagogique, notamment destiné aux enfants et adolescents, qui traite des questions d’amour, de sentiments, de reproduction, de développement psychosexuel et physique, de corps masculin et féminin, d’érotisme, de consentement, de respect mutuel et de toutes les formes de sexualité, de désir sexuel, de la masturbation et à la vie adulte.
- Éthique sexuelle : branche de l'éthique appliquée qui traite de la sexualité humaine et de sa déontologie.
- Études de genre / Gender Studies : champ de recherche pluridisciplinaire qui étudie les rapports sociaux entre les sexes. Le genre, considéré comme une construction sociale, est analysé dans « tous les domaines des sciences humaines et sociales : histoire, sociologie, anthropologie, psychologie et psychanalyse, économie, sciences politiques, géographie… »[52]
- Hygiène sexuelle : enseignement des aspects sanitaires de la sexualité humaine comme la prévention des maladies sexuellement transmissibles et l’hygiène des organes génitaux masculins et féminins (hygiène intime).
- Hypersexualisation / sexualisation précoce : tendance observée depuis la révolution sexuelle des années 1960, à une commercialisation et médiatisation de la sexualité qui affecte le développement des enfants et adolescents.
- Libération sexuelle / révolution sexuelle : changements substantiels du comportement sexuel et des mœurs sexuels intervenus en Occident durant les années 1950 et au début des années 1960. Ce mouvement est essentiellement marqué par l'émancipation sexuelle progressive des femmes, par l'affirmation de l'égalité des sexes et la reconnaissance (dépénalisation/démédicalisation) des orientations sexuelles et identités de genre atypiques.
- Orientation sexuelle égodystonique : affection caractérisée par une perception de l'orientation sexuelle ou par l'expérience d'une attirance étrange qui ne correspondent pas à l'image de soi idéalisée, causant une anxiété et un désir pour l'individu de changer ou modifier sa préférence sexuelle.
- Psychosexualité : terme inventé par Sigmund Freud, qui tente de faire des pulsions - en plus des sensations physiques d’excitation et d’érection - une part non négligeable de l’espace psychique. La psychanalyse postule la psychosexualité comme un jeu complexe entre nature et culture, entre plaisir et réalité, entre expérience et action, entre désir et instinct.
- Sexologie : étude de la sexualité humaine et de ses manifestations. Elle étudie tous les aspects de la sexualité, à savoir le développement sexuel, les mécanismes des rapports érotiques, le comportement sexuel humain et les relations affectives, en incluant les aspects physiologiques, psychologiques, médicaux, sociaux et culturels.

### Listes connexes

#### Sexualité humaine
- Liste des paraphilies

#### Pornographie
- Liste des acteurs et actrices pornographiques apparus dans des films non pornographiques
- Liste de films abordant le thème de la prostitution
- Liste de films non pornographiques contenant des actes sexuels non simulés
- Liste d'anime et mangas axés sur l'omorashi
- Liste des films Roman Porno
- Liste de films pornographiques parodiques
- Liste des studios produisant des films pornographiques